# Belkis Ulacio
Belkis Ulacio es una política venezolana, actualmente diputada suplente de la Asamblea Nacional por el estado Vargas.

## Carrera
Ulacio fue electa como diputada suplente por la Asamblea Nacional por el estado Vargas para el periodo 2016-2021 en las elecciones parlamentarias de 2015, en representación de la Mesa de la Unidad Democrática (MUD).